# Hrnčířské louky
Hrnčířské louky jsou přírodní památka na jihovýchodním okraji Prahy. Jedná se o soubor rybníků a přilehlých luk s různými vlhkostními poměry. Nachází se zde pestrá škála jak rostlinných, tak živočišných zástupců. Nejvýznamnější z hlediska výskytu vzácných druhů jsou vlhké luční porosty rozkládající se kolem rybníka Brůdek. Vodní plochy na této lokalitě tvoří významné ptačí útočiště.
Chráněné území bylo vyhlášeno roku 1988 Národním výborem hl. m. Prahy. Důvodem ochrany je komplex luk a rybníků v pramenné oblasti a také hnízdiště ptactva. Podmínkou udržení nynějších společenstev je pravidelné sečení luk a odklízení posekané biomasy, a také snížení obhospodařování rybníků.

## Lokalita
Komplex Hrnčířských luk se nachází mezi obcemi Šeberov a Hrnčíře. Nadmořská výška území se pohybuje mezi 286 a 304 metry. Nalezneme zde propojenou síť šesti rybníků. Nejsevernější vodní plochou je Mlýnský rybník (také známý jako Šeberovský), který svým východním břehem navazuje na zástavbu Šeberova. Jihovýchodně nad ním je menší rybník Brůdek, na západní hrázi oddělený i silničkou pokračující po levém, západním břehu. Východní břeh je lemován cyklostezkou, táhnoucí se kolem dalšího z rybníků – Jordánku, a pokračující k Sladkovskému rybníku, jenž sousedí s Jordánem (Novým Šeberovem). Nejjižněji položenou a zároveň největší vodní plochou je Hrnčířský rybník, který je ohraničen silnicí na severovýchodní hrázi a částečně i na jihovýchodě.
Chráněné území má velmi nepravidelný tvar. Od Brůdku se kolem rybníků rozkládají různě podmáčené louky pokračující až k obci Hrnčíře. Díky různým poměrům vlhkosti můžeme pozorovat širokou škálu diverzity v rámci celého chráněného území. Přibližně polovinou této přírodní památky protéká Kunratický potok, z Hrnčířského rybníka směřující na sever k rybníku Brůdek.

## Historie
Hrnčířské louky jsou posledním zbytkem bývalé prameništní sítě, která se rozkládala od údolí Botiče až po dnešní letiště Točná. Rybníky byly v historii intenzivně využívány k chovu kaprů. V druhé polovině 20. století zde probíhaly značné úpravy za účelem zvýšení výtěžnosti krajiny, které spočívaly v odstraňování remízků a jiných zelených koridorů bránících vytvoření jednotné polní plochy. Dále docházelo k necitlivým melioracím a nadměrnému hnojení, jež vedlo k postupnému nahrazování původní skladby druhů ruderálním společenstvím. Negativně tuto oblast zasáhla i nepravidelná seč a ponechávání posekané biomasy na místě. To se však začalo postupně měnit po roce 1988, kdy byla Národním výborem hlavního města Prahy vydána vyhláška č. 5/1988 Sb. NVP. Došlo např. k omezení obhospodařování rybníků a zatravnění polní plochy. Druhové složení ovlivnilo i vysazování divokých kachen pro jejich odstřel, jenž byl na tomto území zakázán roku 2003.

## Přírodní poměry

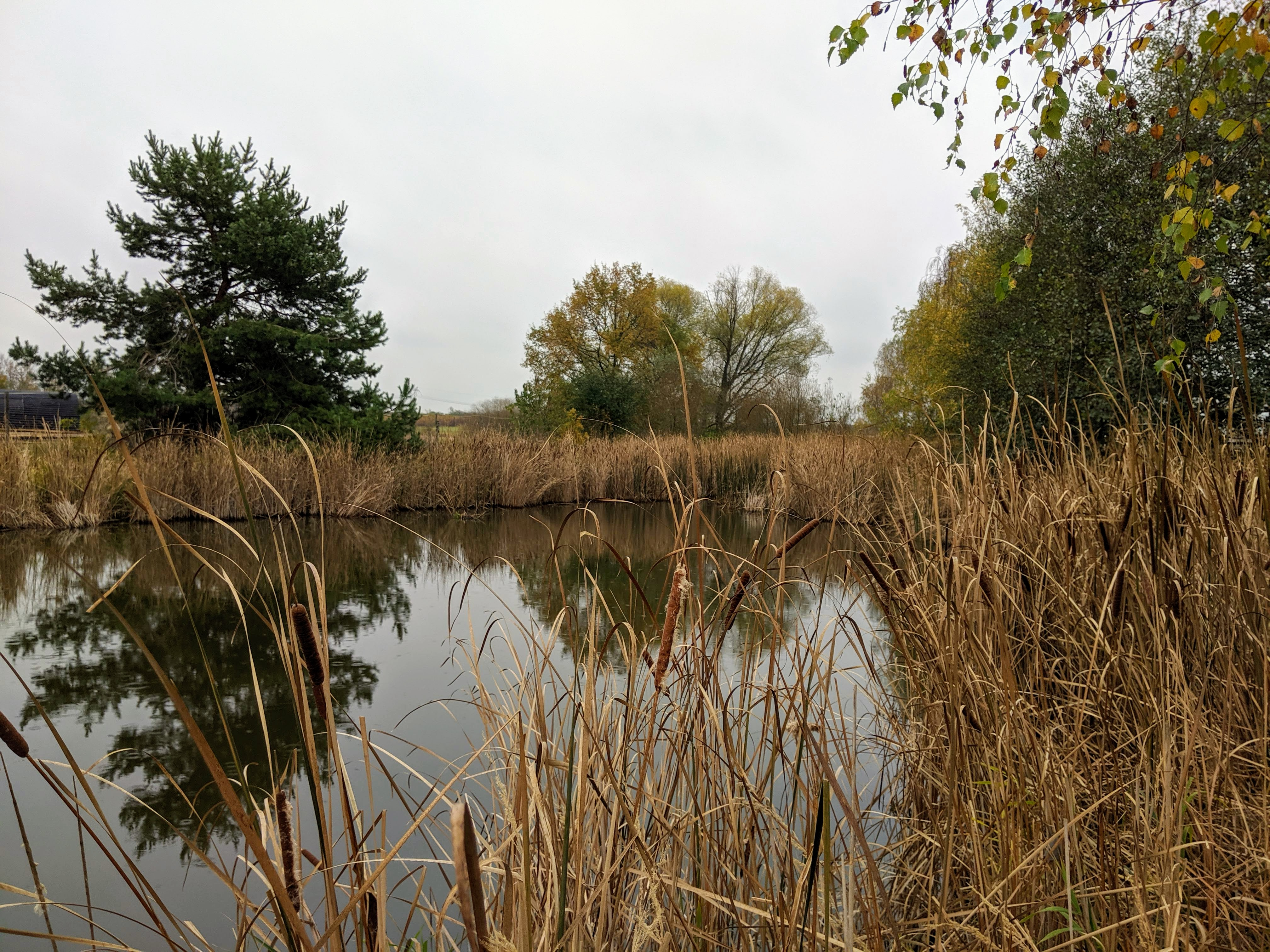
Pohled na vegetaci okolo rybníka Brůdek

Tato přírodní památka obsahuje velkou škálu různorodých stanovišť. Díky tomuto faktu zde můžeme sledovat množství zajímavých druhů zvířat i rostlin. V těsné blízkosti vodních zdrojů se nacházejí porosty rákosu obecného (Phragmites australis) a chrastice rákosovité (Phalaris arundinacea), ve kterých sídlí někteří ze zástupců ptactva. Mezi rybníky Jordánek a Brůdek se rozkládají vlhké pcháčové louky, které postupně přecházejí ve vlhké bezkolencové louky. Obě tato stanoviště jsou velmi významná, jelikož se na nich nacházejí nejzajímavější druhy této lokality (např. kosatec sibiřský (Iris sibirica), žluťucha lesklá (Thalictrum lucidum), upolín nejvyšší (Trollius altissimus) a vrba rozmarýnolistá (Salix rosmarinifolia). Nejsušší plochy jsou tvořeny kostřavovými a ovsíkovými loukami.

### Geologie
Z geologického hlediska tato lokalita není příliš významná. V nejspodnějších vrstvách profilu se nacházejí proterozoické břidlice štěchovické skupiny a droby. Nad nimi jsou uloženy sedimenty čtvrtohorního původu, jejichž zvětraliny společně s deluviálními sedimenty a náplavami tvoří nejsvrchnější část geologického podloží lokality. Převažuje zde hnědozem, místy jsou půdy oglejené.

### Hydrologie
Dominantou hydrologické sítě je již zmíněných 6 rybníků, které zabírají přibližně 43,5% plochy památky. Zdrojem vody pro některé z nich je Kunratický potok, který zde protéká.
Největší a zároveň i nejhlubší je Hrnčířský rybník, jehož majitelem je stát. Jeho rozloha činí 50 613 m2 a průměrná hloubka 1,6 m. Je první ze soustavy rybníků Hrnčířských luk. Voda z něj pak odtéká do Kunratického potoka. Od roku 1984 je intenzivně hospodářsky využíván. Je na něm umožněno zvýšené hnojení a přikrmování až ve zdvojených dávkách. Dřívějším uživatelem bylo Státní rybářství Benešov. Současně[kdy?] je rybník využíván k odchovu kaprů a plůdku Rybářstvím Líšno.
Druhou intenzivně využívanou vodní plochou je Mlýnský (Šeberovský) rybník, rovněž ve vlastnictví státu. Dříve jej také užívalo Státní rybářství Benešov. Dnes[kdy?] není uživatel oficiálně evidován. Tento rybník je napájen vodou Kunratického potoka z blízkého rybníka Brůdku.
Hospodaření bylo utlumeno u již zmíněných rybníků Brůdku a Jordánku. Oba tyto rybníky dříve spadaly pod Státní rybářství Benešov. Brůdek je ve vlastnictví státu (v současnosti[kdy?] není evidován oficiální hospodář). Brůdek je napájen Kunratickým potokem z ostatních rybníků soustavy. Jeho rozloha činí 10139 m2. Jordánek je v soukromém vlastnictví, je podstatně menší (7761 m2) a je napájen vlastními prameny.
Zbývající dva rybníky (Sladkovský a Jordán) jsou ve vlastnictví Hlavního města Prahy a starají se o něj Lesy hl. m. Prahy. Ve Sladkovském rybníku převažuje výskyt karase, plotice, perlína, okouna s doplňkem kapra. V Jordánu probíhal chov kapra a zřejmě i plůdku. V dnešní době[kdy?] je na obou rybnících hospodaření zastaveno a do budoucna se plánuje obnovit přirozená rybí obsádka.

### Flóra
Na březích rybníků můžeme najít různé druhy dřevin. Nejvíce zastoupené jsou vrby. Dále od vodní plochy se pak vyskytují olše, duby atd. Na nejvlhčích stanovištích hojně rostou různé druhy ostřic nebo orobinec širokolistý (Typha latifolia). Nejvýznamnější druhy se vyskytují v oblasti vlhkých pcháčových luk a střídavě vlhkých luk. Jedním ze silně ohrožených druhů, který je zde rozšířen, je kosatec sibiřský (Iris sibirica). V menším množství pak žluťucha žlutá (Thalictrum flavum) a mizejícím druhem je upolín nejvyšší (Trollius altissimus). Běžnými rostlinami jsou pak krvavec toten (Sanguisorba officinalis) a zástupci trav, např. psárka luční (Alopecurus pratensis).

### Fauna
Na vlhkých loukách bylo pozorováno několik zástupců motýlů, např. ostruháček jilmový (Satyrium w-album), modrásek bahenní (Maculinea nausithous) a píďalka vachtová (Orthonama vittata), která se v ČR vyskytuje vzácně a v Praze byla spatřena pouze v Hrnčířských loukách. V těsné blízkosti vody a mokřadů žije mnoho ohrožených druhů brouků. Příkladem je rákosníček (Donaciella cinerea), štítonoš (Cassida rufovirens) a tři druhy dřepčíků. Také se tu nachází mnoho zástupců z čeledi nosatcovitých.

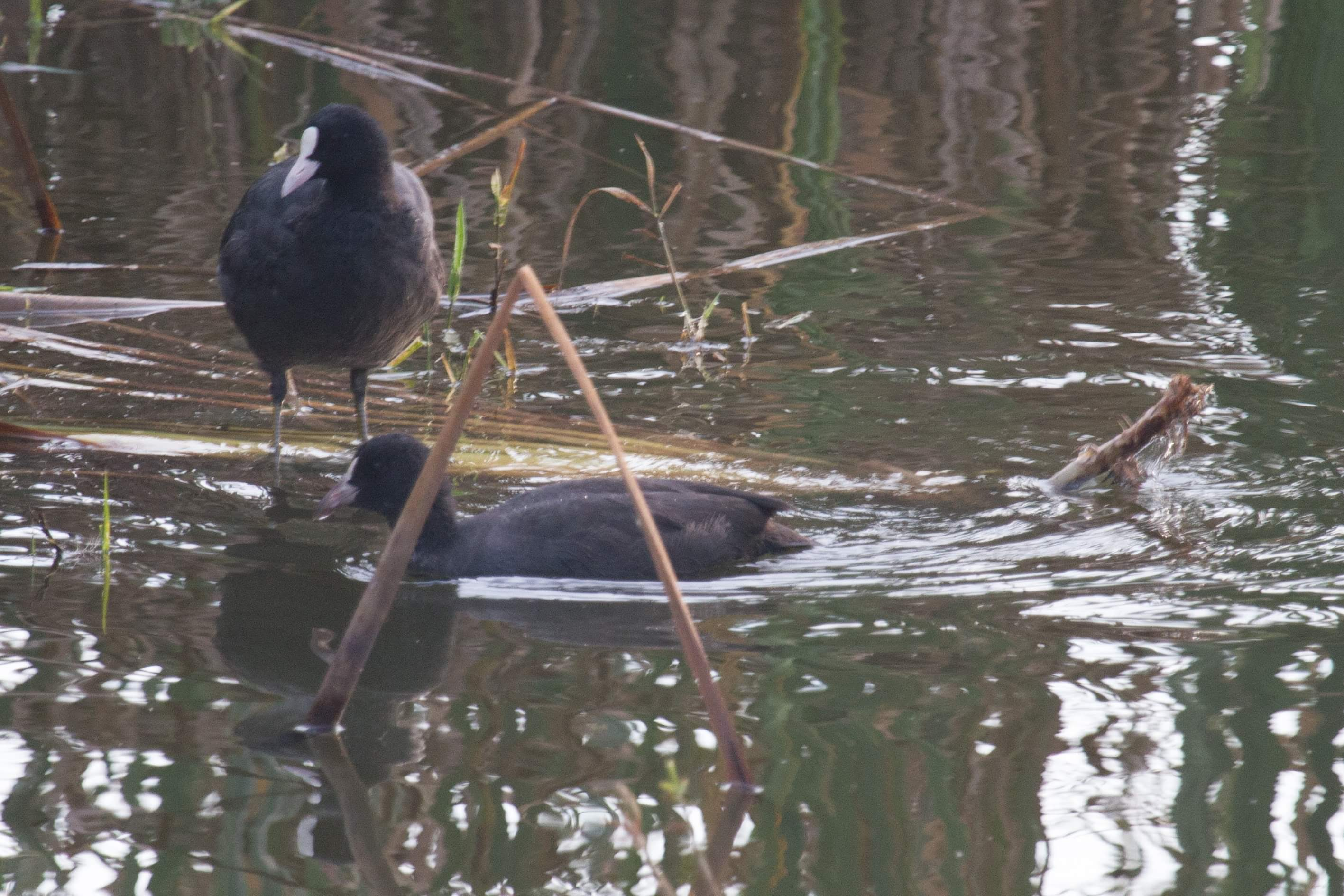
Pár lysek černých

V chráněném území bylo zjištěno 47 druhů měkkýšů. Z nich je nejvzácnější plž Vertigo angustior. Z mlžů se zde vyskytuje například okrouhlice rybničná (Musculium lacustre) a hrachovka tupá (Pisidium obtusale).
Rybníky obsahují obsádky klasických, nikterak zajímavých druhů ryb. Výskyt obojživelníků je nepřímo spjat s velikostí rybí populace. Obojživelníci totiž vyhledávají přítomnost vodních rostlin, které jsou rybami likvidovány. Nicméně se zde můžeme setkat s typickými žábami naší přírody (skokanem či ropuchou). Vzácnější je pak výskyt kuňky obecné (ohnivé, Bombina bombina) a velmi výjimečně i silně ohrožené rosničky zelené (Hyla arborea). V minulosti, zde byly pozorovány i dva druhy čolků. V současnosti[kdy?] není jejich výskyt vyloučen.
Vodní plochy a porosty kolem nich jsou sídlem velkého počtu ptactva. Běžně jsou zde vidět lysky černé (Fulica atra, syn. Fulica prior), volavky popelavé (Ardea cinerea) či slípky zelenonohé (Gallinula chloropus). Křoviny jsou osídleny slavíkem modráčkem středoevropským (Luscinia svecica subsp. cyanecula), louky křepelkou polní (Coturnix coturnix). Pozorováno tu bylo i malé množství kriticky ohrožené čírky modré (Anas querquedula). Hrnčířské louky slouží také jako útočiště pro mnohé tažné ptáky, jako je například bekasina otavní (Gallinago gallinago) a další z druhů bahňáků.

## Ochrana
Počátky ochrany se datují do roku 1988, kdy byla vydána vyhláška č.5/1988 Sb. NVP, díky níž toto území začalo spadat pod tzv. chráněné přírodní výtvory. Pole, která zde v minulosti vznikla, jsou postupně přeměňována v luční či lesní plochy. Kupříkladu plocha rozkládající se západně od rybníků Jordán a Sladkovský byla na jaře roku 2008 zatravněna směsí travin, jež obsahovala například dva druhy kostřavy a lipnici luční (Poa pratensis).

### Současné ohrožení
V dnešní době upadl zájem využívat toto území jako zemědělskou půdu, ale vysoké hodnoty živin se zde stále vyskytují. Absence kosení luk a odklízení odumřelé vegetace však představují nejvážnější nebezpečí, které by mohlo vést k zániku tamních společenstev. Nutnost pravidelného kosení podporuje i hrozba zarůstání plochy nepůvodními druhy. Na většině rybníků bylo hospodaření buď ukončeno nebo omezeno. Rybníky Hrnčířský a Mlýnský jsou ale nadále intenzivně využívány. Nadměrný chov ryb vede k eutrofizaci a jarní vypouštění vody má zásadní dopad na rozmnožování a výskyt obojživelníků. Obojživelníkům a dalším živočišným zástupcům život znesnadňuje silniční komunikace, která jím brání v migraci. Negativně na území působí nepřímo i zástavba (zakládání černých skládek apod.). Rozšiřování zástavby by toto území značně zasáhlo, jelikož by souviselo s odkanalizováním a změnou odtokových poměrů.

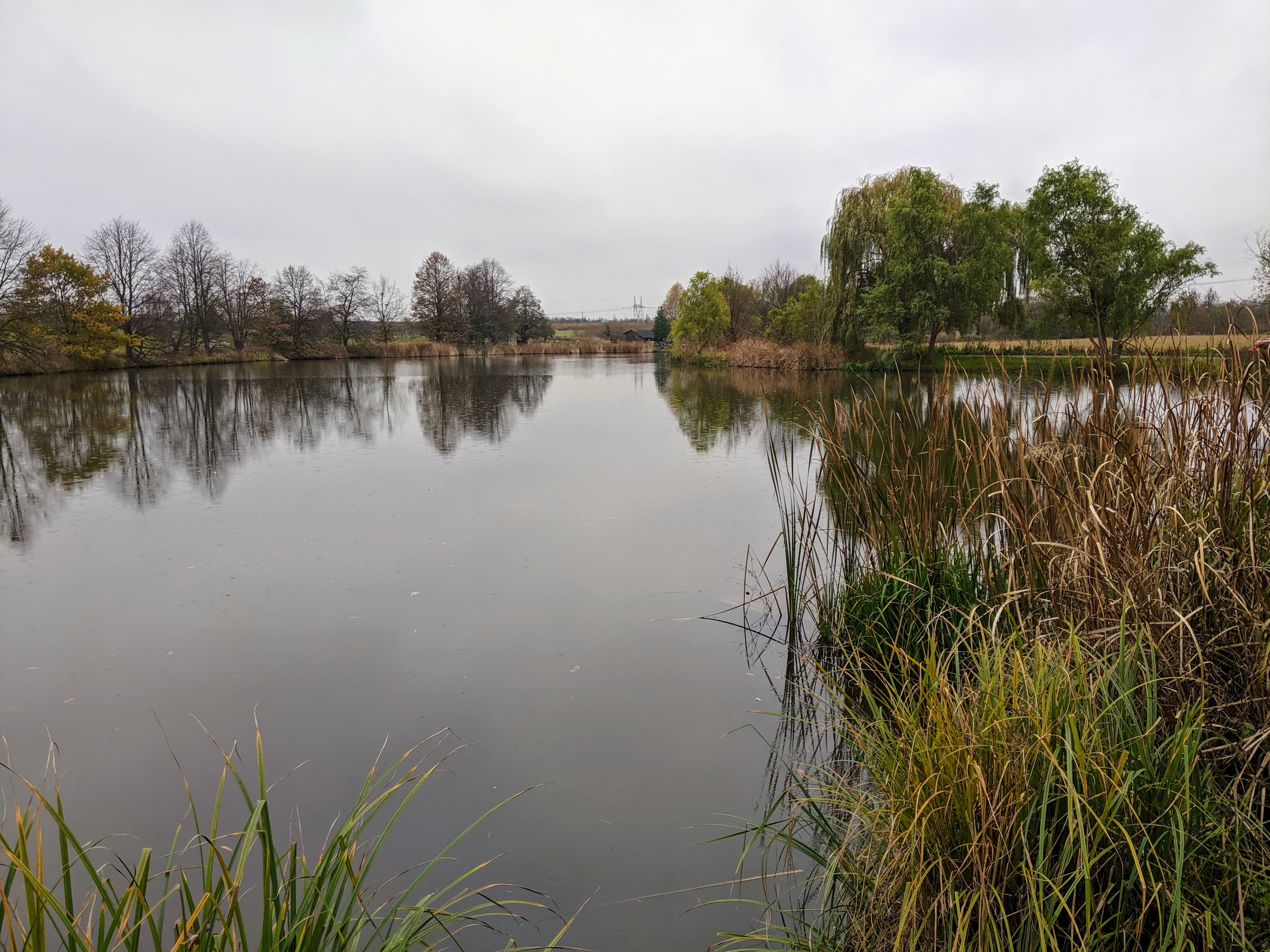
Rybník Brůdek
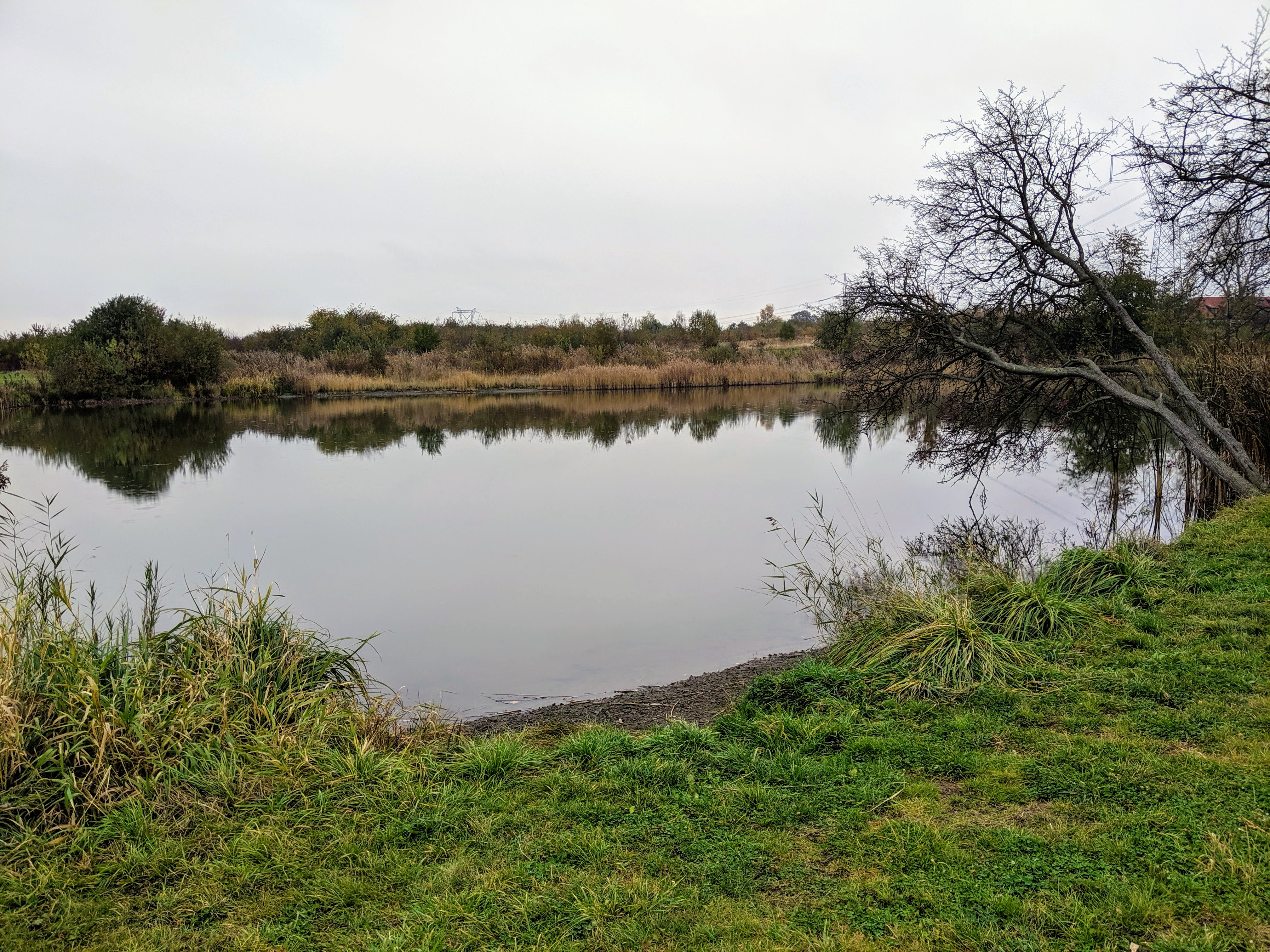
Rybník Jordán
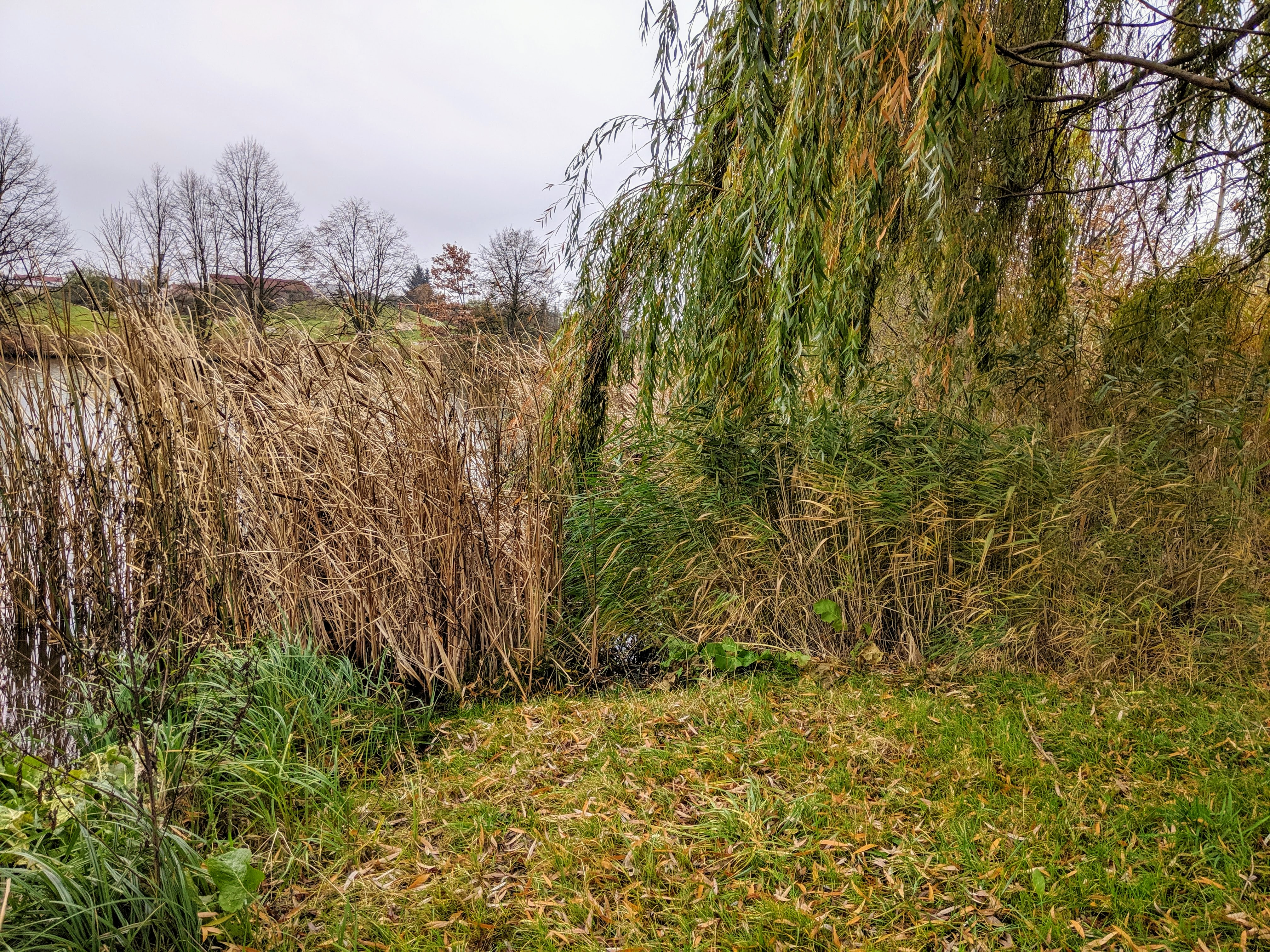
Vegetace v blízkosti rybníka Brůdek
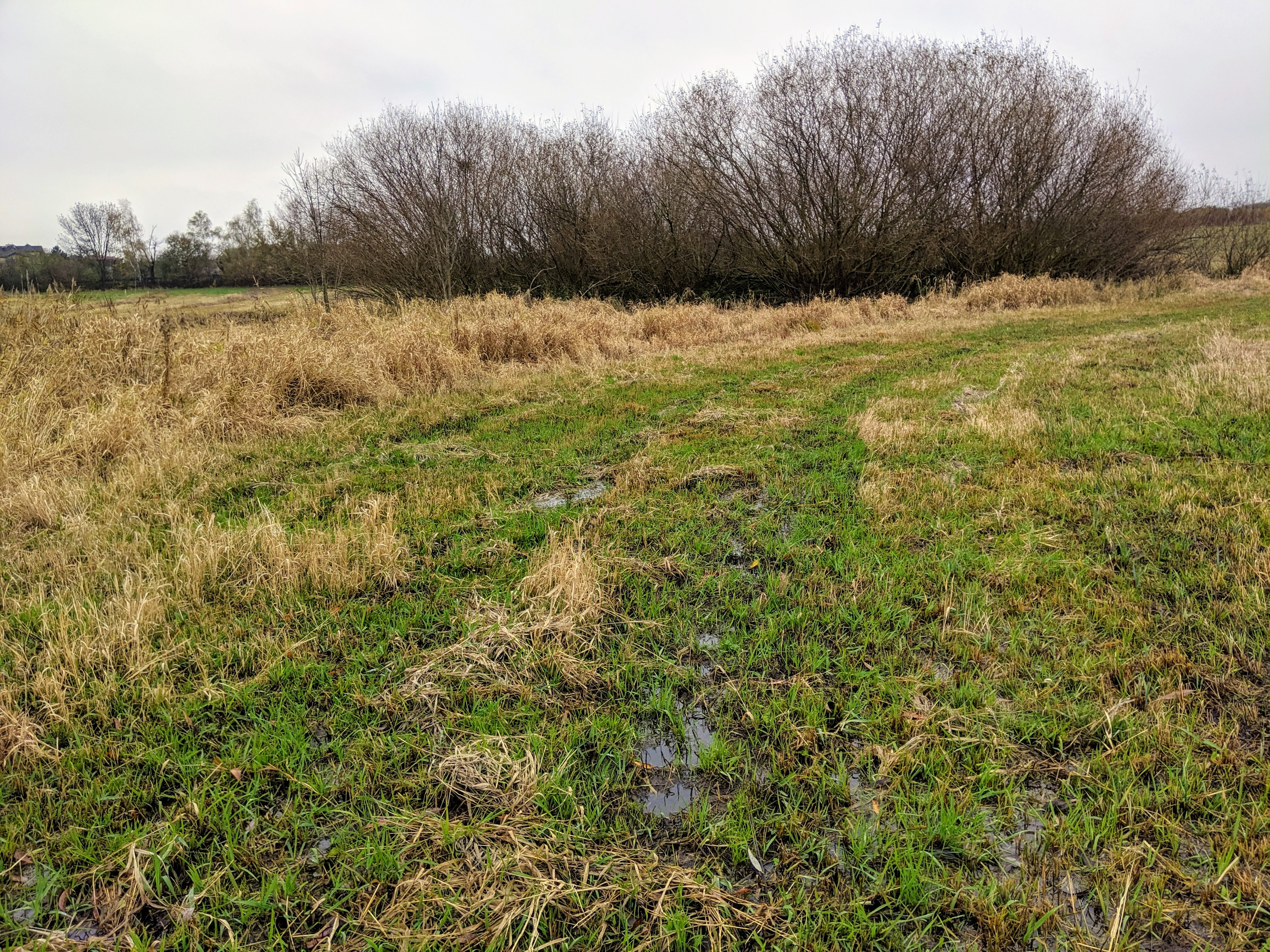
Podmačené louky poblíž Brůdku
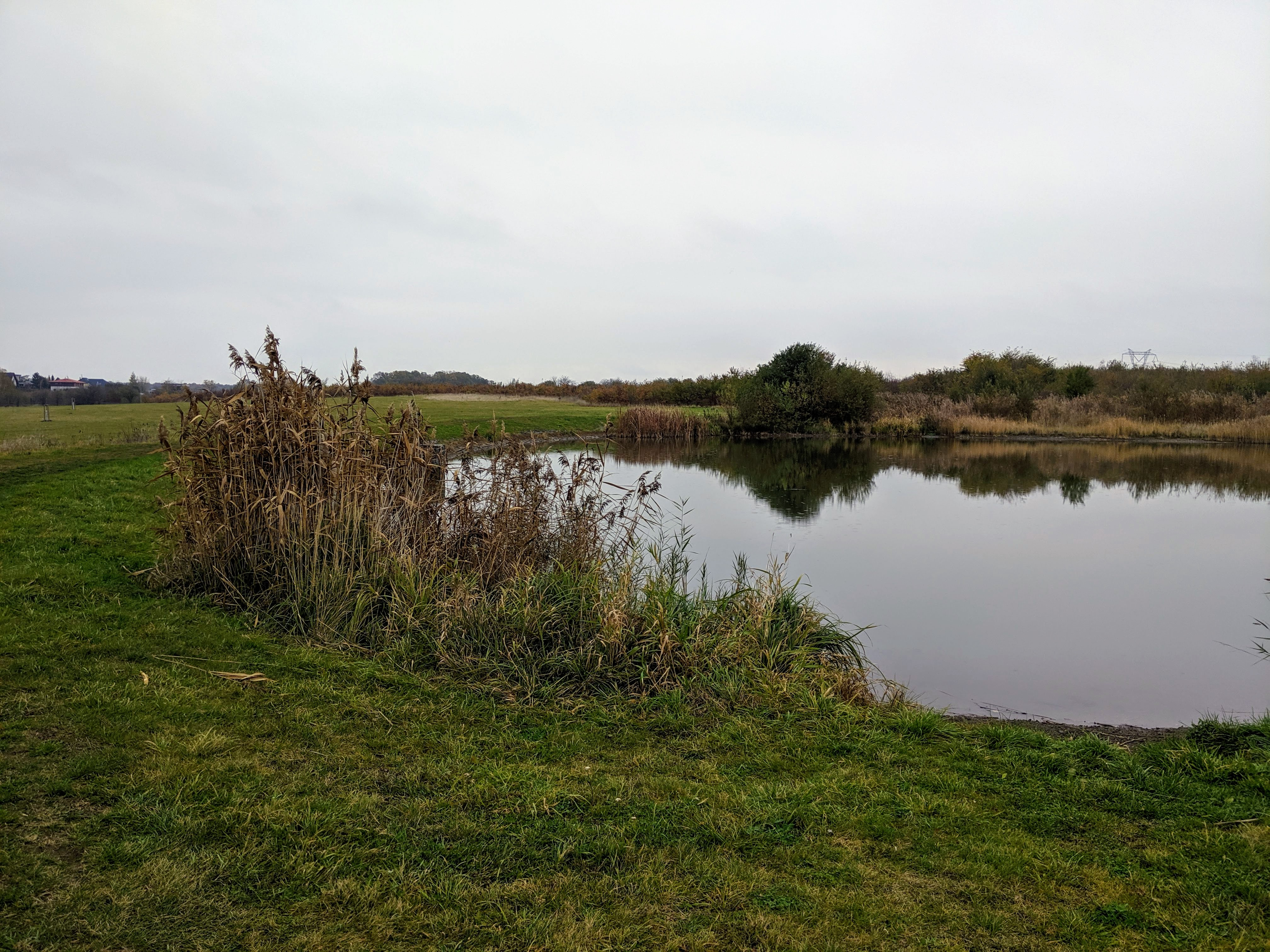
Rybník Jordán
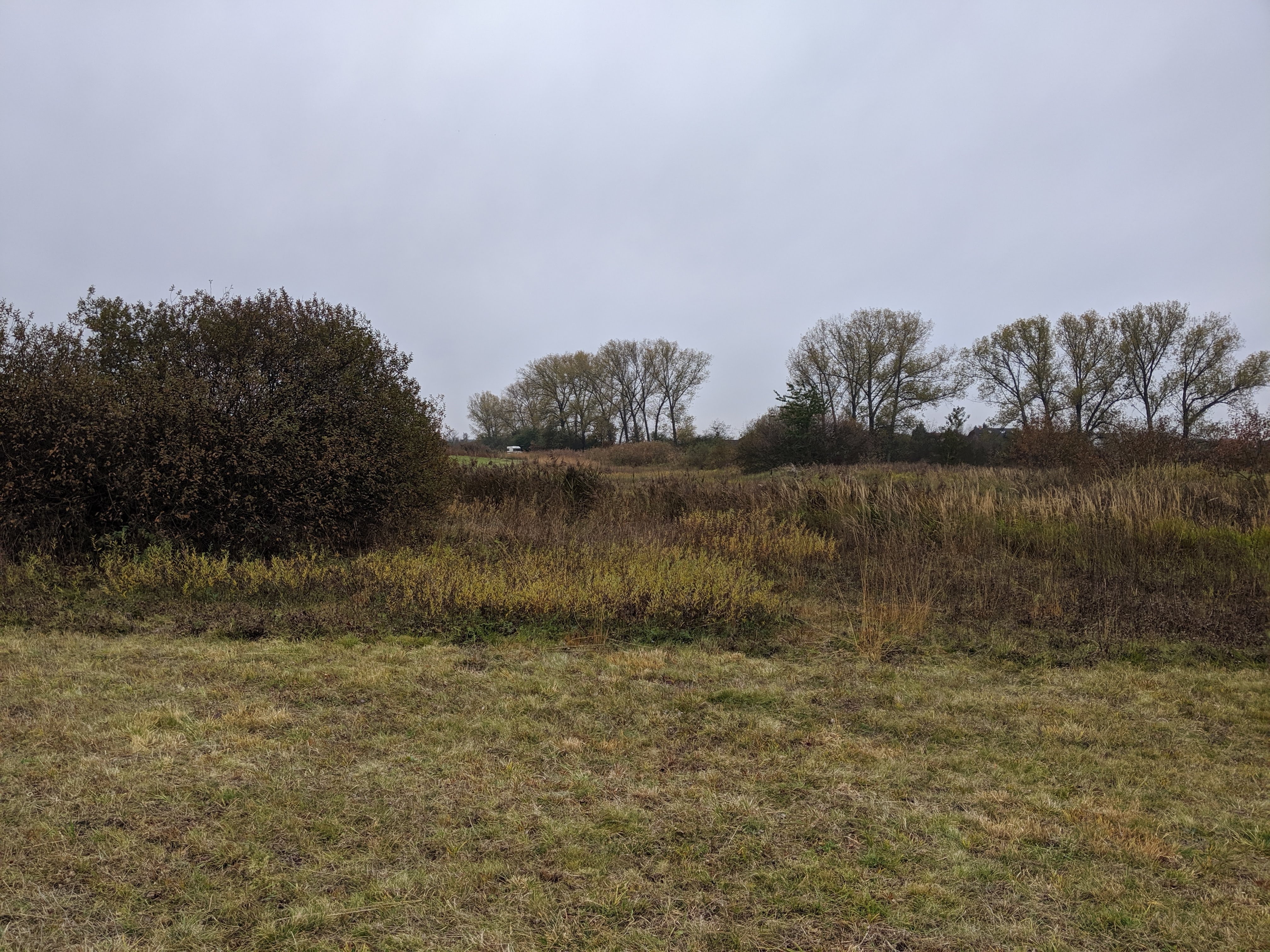
Louky mezi Hrnčířským rybníkem a Jordánem
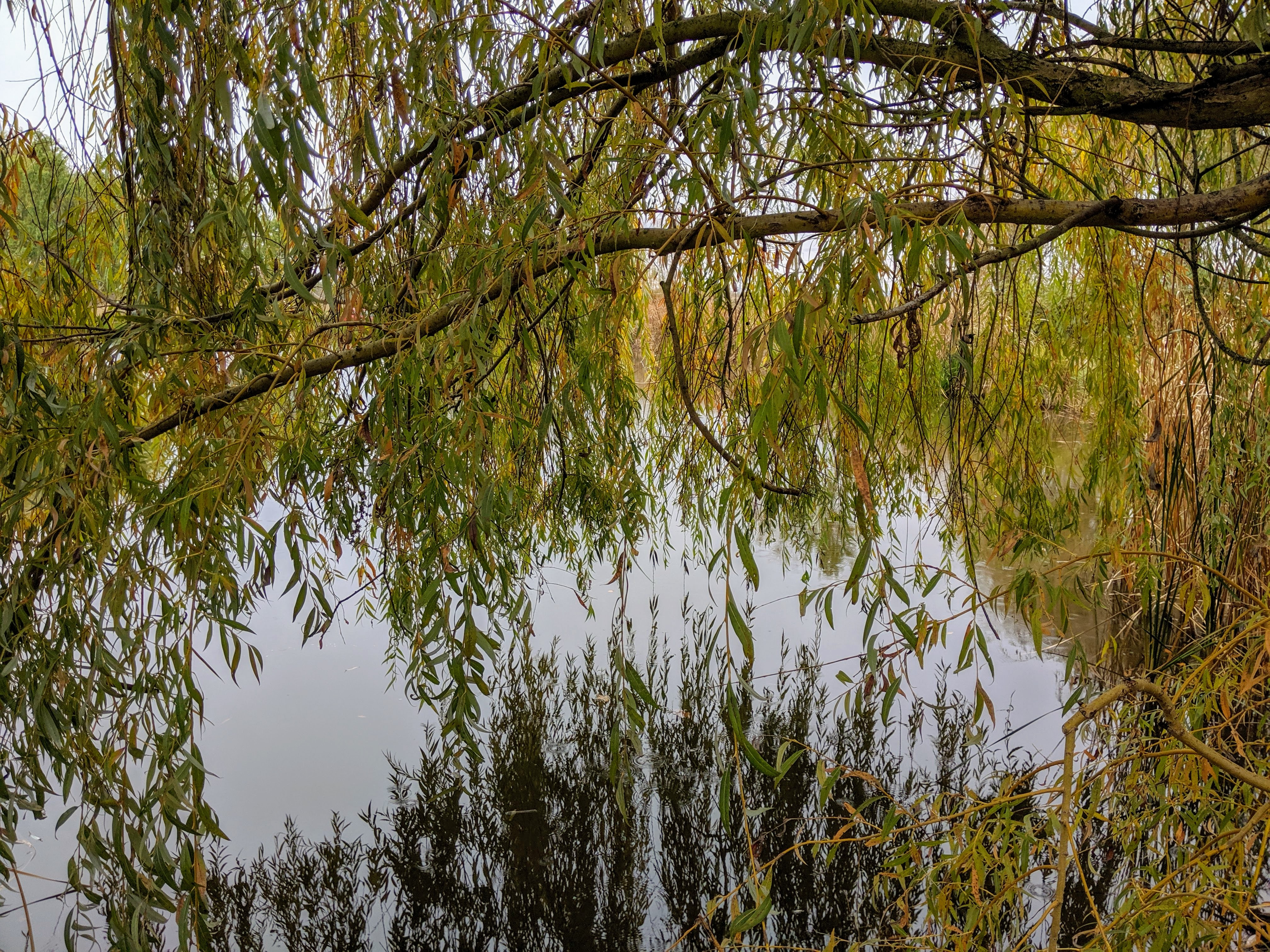
Vrba na břehu rybníka Brůdku
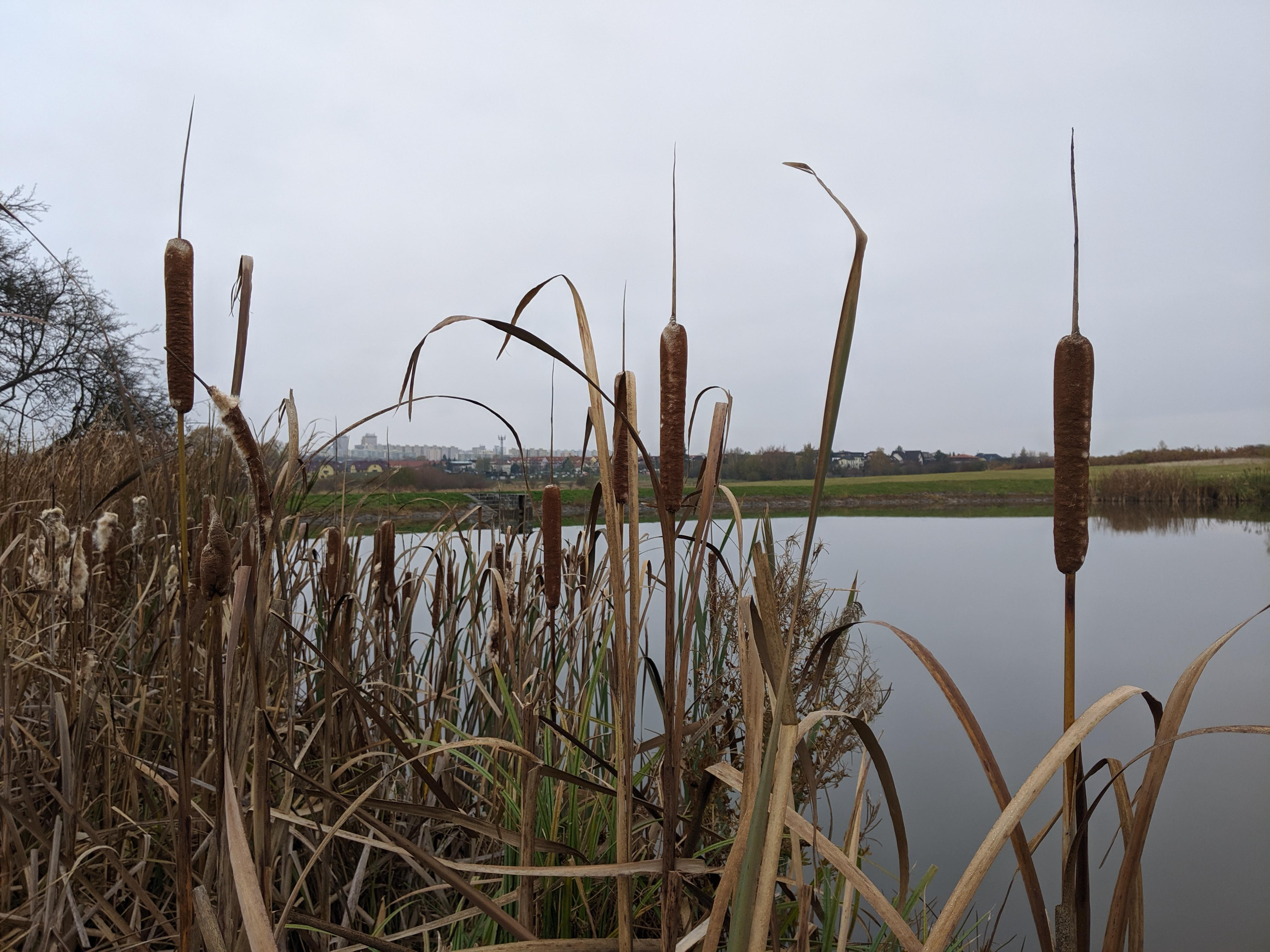
Orobinec širokolistý u rybníka Jordán
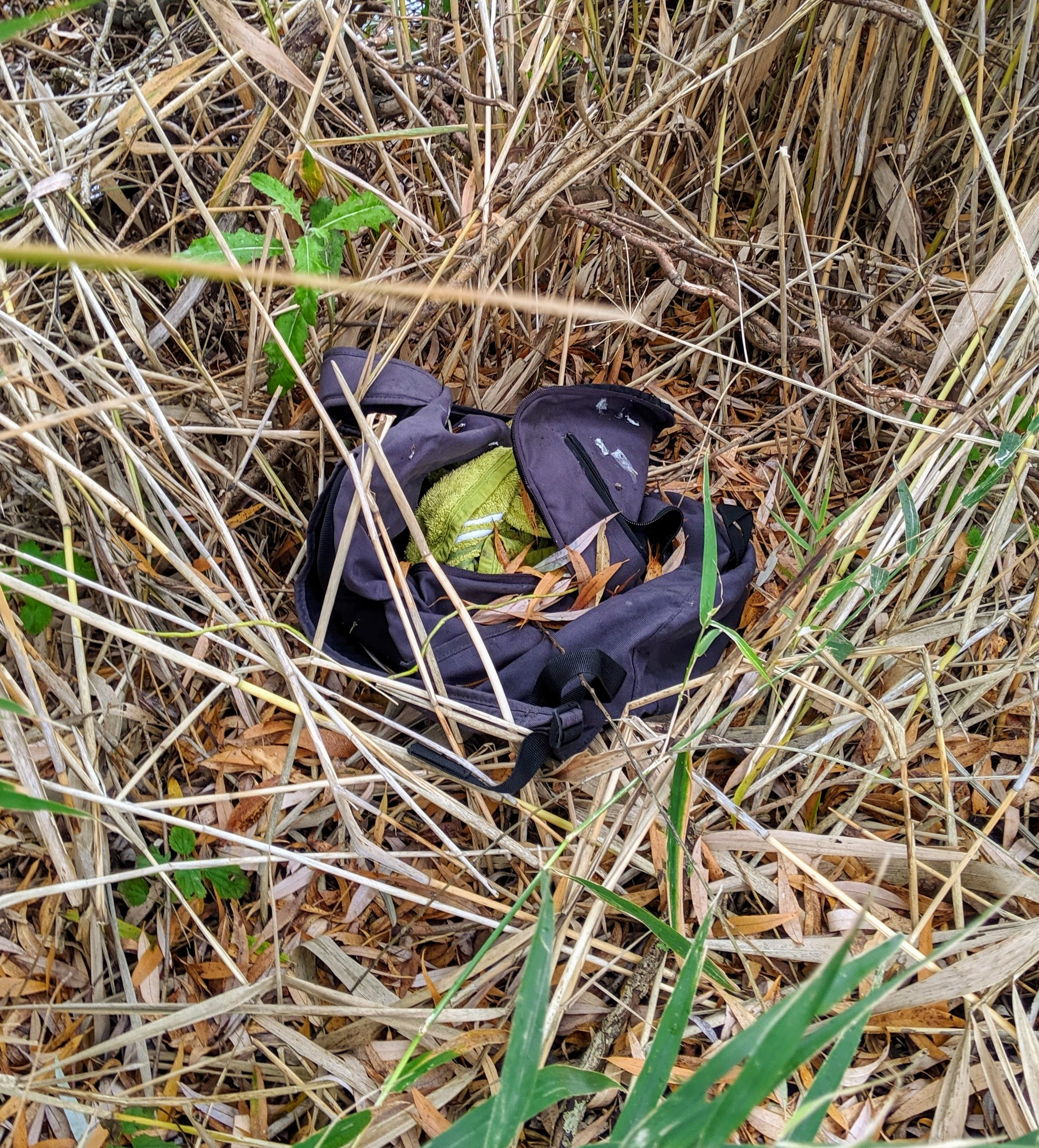
Pohozené odpadky na území PP Hrnčířské louky